# Demons & Wizards (Uriah Heep)
Demons & Wizards è il quarto album in studio del gruppo musicale britannico Uriah Heep, pubblicato il 19 maggio 1972 dalla Bronze Records. Registrato presso i Lansdowne Studios, è il primo prodotto utilizzando un 16 tracce e con Lee Kerslake e Gary Thain in formazione. Dall'album furono estratti due singoli: The Wizard e Easy Livin'.

## Tracce
Lato A
1. The Wizard (Hensley/Clarke) – 2:59
2. Traveller in Time (Byron/Box/Kerslake) – 3:26
3. Easy Livin' (Hensley) – 2:36
4. Poets' Justice (Box/Kerslake/Hesley) – 4:14
5. Circle of Hands (Hensley) – 6:34

Lato B
1. Rainbow Demon (Hensley) – 4:30
2. All My Life (Box/Byron/Kerslake) – 2:46
3. Paradise (Hensley) – 5:15
4. The Spell (Hensley) – 7:26

## Versioni successive
- Nel 1996 Demons & Wizards è stato pubblicato su CD rimasterizzato con tre tracce bonus: Why (b-side del singolo di The Lansdowne Tapes), la versione originale di Why, e Home Again to You.
- Nel 2003 è stata pubblicata una De-Luxe Expanded edition di Demons & Wizards. Contiene cinque nuove tracce: le nuove versioni di Why, Rainbow Demon e Home Again to You, Proud Words, Green Eye.

## Formazione
Uriah Heep
- David Byron - voce
- Mick Box - chitarra
- Ken Hensley - chitarra, tastiera, percussioni
- Gary Thain - basso (eccetto in The Wizard)
- Lee Kerslake - batteria, percussioni

Altri musicisti
- Mark Clarke - basso in The Wizard